# Dżidrin
Dżidrin (arab. جدرين) – miejscowość w Syrii, w muhafazie Hama. W 2004 roku liczyła 1215 mieszkańców.